# UFC Fight Night: Sandhagen vs. Song
UFC Fight Night: Sandhagen vs. Song (también conocido como UFC Fight Night 210, UFC on ESPN+ 68 y UFC Vegas 60) fue un evento de artes marciales mixtas producido por Ultimate Fighting Championship que tuvo lugar el 17 de septiembre de 2022 en las instalaciones del UFC Apex en Enterprise, Nevada, parte del área metropolitana de Las Vegas, Estados Unidos.

## Antecedentes
El combate de peso gallo entre Cory Sandhagen y Song Yadong encabezó el evento.
Un trío de combates estaba originalmente programado para UFC 279, pero finalmente se retrasaron una semana a este evento cuando la promoción ajustó su calendario en junio: combates de peso ligero con Trey Ogden contra Daniel Zellhuber y Nikolas Motta contra Cameron VanCamp; así como un combate de peso wélter entre Louis Cosce y Trevin Giles.
Un combate de peso mosca femenino entre Sijara Eubanks y Maryna Moroz estaba programado para UFC on ESPN: dos Anjos vs. Fiziev. Sin embargo, la pareja fue trasladada a este evento por razones no reveladas. A principios de septiembre, la promoción optó por volver a reservar a Moroz contra Jennifer Maia en UFC Fight Night 215 el 19 de noviembre. No está claro si Eubanks permanecerá en la cartelera.
Se esperaba un combate de peso mosca femenino entre Gillian Robertson y Melissa Gatto en el evento. Sin embargo, Gatto fue retirada del evento por razones no reveladas y sustituida por Mariya Agapova.
Se esperaba que en el evento tuviera lugar un combate de peso gallo femenino entre Aspen Ladd y Sara McMann. Se suponía que iban a pelear en UFC on ESPN: Poirier vs. Hooker en junio de 2020 y en UFC on ESPN: Vera vs. Cruz en agosto de 2022, pero Ladd se vio obligada a retirarse de ambas ocasiones tras romperse el ligamento cruzado anterior y el ligamento colateral tibial en un entrenamiento y dar positivo por COVID-19 respectivamente. En el pesaje, Ladd pesó 138 libras, dos libras por encima del límite de peso gallo sin título, por lo que el combate se canceló.
Lando Vannata y Andre Fili estaban programados para enfrentarse en un combate de peso pluma en el evento. Sin embargo, Vannata se vio obligado a retirarse del evento debido a una lesión. En su lugar Fili se enfrentó a Bill Algeo.
En el evento se esperaba un combate de peso paja femenino entre Loma Lookboonmee y Diana Belbiţă. Sin embargo, Belbiţă se retiró por motivos no revelados y fue sustituida por Denise Gomes.
Se esperaba un combate de peso pluma entre Giga Chikadze y Sodiq Yusuff en el evento. Sin embargo, una semana antes del evento, Chikadze se retiró por lesión. La promoción optó por cancelar el combate y volver a reservar a Yusuff contra Don Shainis dos semanas después en UFC Fight Night: Dern vs. Yan.

## Premios de bonificación
Los siguientes luchadores recibieron bonificaciones de $50000 dólares.
- Pelea de la Noche: Gregory Rodrigues vs. Chidi Njokuani
- Actuación de la Noche: Joseph Pyfer y Damon Jackson